# Дионисий (Порубай)
Митрополит Диони́сий (в миру Пётр Никола́евич Поруба́й; род. 1 октября 1975, Рязань) — архиерей Русской православной церкви, митрополит Омский и Прииртышский. Бывший Управляющий делами Московской патриархии (2019—2023).

## Биография
Родился 1 октября 1975 года в городе Рязани в семье служащих. По собственному признанию: «У меня никогда не было сомнений, что Господь существует. С раннего детства я имел опыт обращения к Нему в молитве, хотя церковной жизни не знал до семилетнего возраста. А в церковных Таинствах не участвовал до 18-19 лет».
В 1992 году окончил среднюю школу-гимназию № 5 города Рязани и поступил на факультет истории и английского языка Рязанского государственного педагогического университета. Обучаясь на пятом курсе РГПУ, одновременно работал учителем истории в 5—7-х классах в средней школе № 17 города Рязани. В 1997 году с отличием окончил РГПУ по специальности «учитель истории и английского языка».
В 1996—2004 годах — ведущий рубрики в телепрограмме «Зёрна» (ГТРК «Ока»).
В 1997—1998 годах работал в должности ведущего специалиста отдела организации персонифицированного учёта в отделении Пенсионного фонда Российской Федерации по Рязанской области.
1 сентября 1998 года поступил в Иоанно-Богословский Пощуповский монастырь Рязанской епархии, где 1 ноября по благословению архиепископа Рязанского и Касимовского Симона (Новикова) поставлен епископом Иосифом (Македоновым), викарием Рязанской епархии, во иподиакона.
В том же году поступил на заочное отделение Рязанского православного духовного училища.
В январе 1999 года стал старшим иподиаконом и келейником епископа Шацкого Иосифа (Македонова).
27 марта 1999 года по благословению архиепископа Рязанского Симона (Новикова) зачислен в число братии Иоанно-Богословского монастыря и епископом Шацким Иосифом (Македоновым) рукоположён в сан иеродиакона.
23 марта 2000 года зачислен в братию Иоанно-Богословского монастыря.
28 августа 2000 года архимандритом Авелем (Македоновым), наместником Иоанно-Богословского монастыря, пострижен в мантию с именем Дионисий, в честь священномученика Дионисия Ареопагита, епископа Афинского.
В 2001 году окончил с отличием Рязанское духовное училище, и в 2002 году поступил на первый курс Московской духовной академии на заочное отделение.
В апреле 2004 года стал личным секретарём настоятеля Иоанно-Богословского монастыря епископа Иосифа (Македонова).
С 2004 года преподаёт в Рязанском государственном университете имени Сергея Есенина; являлся старшим преподавателем отделения теологии факультета русской филологии и национальной культуры.
В марте 2005 года назначен исполняющим обязанности благочинного монастыря, с 24 января 2006 года утверждён в этой должности.
С 2006 года преподавал в Рязанской духовной семинарии курс «История Древней церкви».
4 ноября 2006 года рукоположён во иеромонаха архиепископом Рязанским и Касимовским Павлом (Пономарёвым).
В 2007—2009 годах — руководитель церковно-исторической экспедиции при Рязанской епархии.
5 октября 2007 года назначен исполняющим обязанности наместника Иоанно-Богословского монастыря; 27 декабря Священным синодом под председательством патриарха Алексия II назначен наместником Иоанно-Богословского монастыря.
По представлению архиепископа Рязанского и Касимовского Павла ко дню Святой Пасхи 2009 года патриархом Московским и всея Руси Кириллом награждён саном игумена. 21 мая в Иоанно-Богословском соборе одноимённого монастыря во время празднования 20-летия начала возрождения обители архиепископом Павлом был возведён в сан игумена.
11 июня 2009 года заочно окончил Московскую духовную академию.
С 25 января по 25 мая 2010 года проходил профессиональную переподготовку в Московской академии государственного и муниципального управления по программе «Государственное и муниципальное управление».
2 марта 2011 года назначен настоятелем Иоанно-Богословского мужского монастыря.
17 мая 2011 года назначен председателем епархиальной попечительской комиссии, а 24 мая — секретарём церковного суда Рязанской епархии.

### Архиерейство
6 октября 2011 года решением Священного синода Русской православной церкви избран правящим архиереем новообразованной Касимовской епархии с титулом «Касимовский и Сасовский». Отмечал в связи с назначением: «Я не мог предположить, что мне придётся покинуть Богословский монастырь. Я прожил в монастыре двенадцать лет, надеясь, что придётся закончить свои дни здесь». 9 октября в Иоанно-Богословском монастыре села Пощупово Рязанской области митрополитом Рязанским и Михайловским Павлом (Пономарёвым) возведён в сан архимандрита. 25 ноября в рабочей Патриаршей резиденции в Чистом переулке состоялось наречение архимандрита Дионисия во епископа Касимовского. 27 ноября в соборе Рождества Пресвятой Богородицы Зачатьевского ставропигиального женского монастыря Москвы состоялась его епископская хиротония во епископа Касимовского и Сасовского, которую совершили: патриарх Кирилл, митрополит Саранский и Мордовский Варсонофий (Судаков), митрополит Рязанский и Михайловский Павел (Пономарёв), епископ Иваново-Вознесенский и Кинешемский Иосиф (Македонов), епископ Солнечногорский Сергий (Чашин), епископ Воскресенский Савва (Михеев), епископ Шахтинский и Миллеровский Игнатий (Депутатов). 7 декабря прибыл к месту своего служения в Касимов.
С 12 по 23 декабря 2011 года слушал двухнедельные курсы повышения квалификации для новоизбранных архиереев Русской православной церкви в общецерковной аспирантуре и докторантуре имени святых равноапостольных Кирилла и Мефодия.
27 декабря 2011 года решением Священного синода освобождён от должности настоятеля Иоанно-Богословского монастыря.
Решением Архиерейского Собора 29 ноября — 2 декабря 2017 года был избран членом Высшего общецерковного суда с назначением на должность секретаря суда.
14 июля 2018 года решением Священного синода переведён на должность викария Екатеринодарской епархии с титулом «Туапсинский» с выражением благодарности за понесённые архипастырские труды.
28 декабря 2018 года решением Священного синода переведён на должность викария патриарха Московского и всея Руси с титулом «Воскресенский».
24 января 2019 года распоряжением патриарха Кирилла назначен управляющим Юго-Восточным викариатством города Москвы.
26 февраля 2019 года решением Священного синода назначен первым заместителем управляющего делами Московской патриархии и наместником Новоспасского ставропигиального монастыря.
16 июля 2019 года распоряжением патриарха Московского и всея Руси Кирилла назначен первым викарием патриарха Московского и всея Руси с сохранением должности первого заместителя управляющего делами Московской патриархии, а также назначен управляющим Центральным викариатством с освобождением от должности управляющего Юго-Восточным викариатством, назначен председателем комиссии по церковному имуществу и землевладениям при Епархиальном совете города Москвы.
30 августа 2019 года решением Священного синода был включён в состав Высшего церковного совета.
29 октября 2019 года был назначен управляющим делами Московской патриархии, в связи с чем стал постоянным членом Священного синода. 
20 ноября 2019 года в связи с назначением управляющим делами Московской патриархии был возведён в сан митрополита в кафедральном соборном храме Христа Спасителя в Москве.
26 декабря 2019 года решением Священного синода освобождён от должности секретаря Высшего общецерковного суда и членства в Высшем общецерковном суде, в то же время назначен секретарём Межсоборного присутствия.
29 декабря 2020 года решением Священного синода Русской Православной Церкви назначен председателем (по должности управляющего делами) новоучреждённой Общецерковной дисциплинарной комиссии.
11 октября 2023 года решением Священного синода Русской Православной Церкви освобождён от должностей управляющего делами Московской Патриархии, Постоянного члена Священного Синода Русской Православной Церкви, члена Высшего Церковного Совета, должности Первого викария Патриарха Московского и всея Руси по городу Москве, управляющего Центральным викариатством города Москвы, секретаря Межсоборного Присутствия, председателя Общецерковной дисциплинарной комиссии при Патриархе Московском и всея Руси, председателя Межведомственной рабочей группы по координации помощи, оказываемой епархиям Донбасса и сопредельных территорий, находящихся в зоне конфликта, наместника Новоспасского монастыря, и назначен митрополитом Омским и Таврическим, главой Омской митрополии. 13 октября 2023 года освобождён от управления приходами Центрального викариатства Московской епархии.
27 декабря 2023 года утверждён священноархимандритом Никольского мужского монастыря деревни Большекулачье Омского района Омской области, а также временно управляющим Калачинской епархией Омской митрополии.

## Публикации
статьи
- Свято-Иоанно-Богословский монастырь Рязанской епархии: Путеводитель по обители и ближайшим окрестностям. — М.: ИНЭС (Чебоксары), 2010. — 102 с. — 3000 экз. — ISBN 978-5-93618-170-2. (соавтор: Б. Н. Кузык)
- Давид Иванович Хлудов // Рязанский богословский вестник. 2011. — № 1 (4). (соавторы: Митрошина М. А., Фазлеева А. В.)
- Опыт воссоздания монастырского синодика (по документам Иоанно-Богословского монастыря XVII—XX вв) // Рязанский богословский вестник, 2011. — № 2 (5) — С. 126—145 (соавторы: Митрошина М. А., Фазлеева А. В.)
- Слово архимандрита Дионисия (Порубая) при наречении во епископа Касимовского и Сасовского // Журнал Московской Патриархии. — 2012. — № 1. — С. 21—22.

интервью
- Архимандрит Дионисий (Порубай): Господь Сам выбирает, кому, куда и каким камнем становиться в церковную постройку // taday.ru, 21 ноября 2011
- Богословская обитель // Журнал Московской патриархии. 2011. — № 11. — С. 52-59
- Епископ Касимовский Дионисий: Наша провинция — это и есть сердце России. // patriarchia.ru, 20 апреля 2012